# Álbuns número um na Billboard 200 em 2014
A lista dos álbuns que alcançaram a primeira posição da Billboard 200 no ano de 2014 foi realizada através de dados compilados pela Nielsen Soundscan, com base nas vendas físicas e digitais dos álbuns a cada semana, nos Estados Unidos e publicados pela revista Billboard. Durante o decorrer do ano, 33 foram os discos que atingiram o topo da tabela nas 52 edições da revista. A 19 de novembro, foi anunciada a inclusão do fluxo multimédia e vendas de faixas individuais de álbuns na metodologia de compilação dos discos mais vendidos: dez músicas avulsas de um álbum vendidas digitalmente equivalem a uma cópia do mesmo álbum, enquanto são necessárias 1.500 reproduções em streaming de músicas para representarem uma cópia do álbum ao qual pertencem.
O disco homónimo de Beyoncé abriu o ano na tabela musical com 374 mil cópias vendidas, continuando a liderança da última edição de 2013. A encerrar o ciclo, com 375 mil unidades faturadas, foi 2014 Forest Hills Drive do rapper J. Cole. No entanto, foi a banda sonora do filme Frozen que mais semanas permaneceu no topo da lista, num total de treze não consecutivas. O conjunto de músicas de vários artistas é o primeiro do género a conseguir ficar na primeira posição da tabela anual desde Titanic, em 1998, e o segundo da editora discográfica da The Walt Disney Company após Mary Poppins em 1965.
Ao longo de 2014, outros destaques vão para a cantora norte-americana Taylor Swift, que com o seu quinto disco de originais 1989 a chegar ao topo, conseguiu tornar-se na primeira artista com três projetos a estrearem com vendas superiores a um milhão, consecutivamente. Além disso, com 1 milhão e 287 mil unidades distribuídas, Swift conseguiu a maior semana de estreia em vendas desde 2002, quando Eminem apresentou o seu quarto álbum The Eminem Show. A banda One Direction, com o seu quarto trabalho Four a debutar na primeira posição, conseguiu prolongar o recorde e tornar-se na primeira, em 58 anos de história da tabela, a obter tal registo. Pela primeira vez nas suas carreiras, Schoolboy Q, Miranda Lambert, Lana Del Rey, Ed Sheeran, Sia, Wiz Khalifa, Lecrae e "Weird Al" Yankovic; as bandas The Black Keys, 5 Seconds of Summer e Tom Petty and the Heartbreakers; e o grupo Florida Georgia Line alcançaram a primeira posição durante o decorrer do ano. Não foram somente os álbuns de estúdio a liderarem a tabela musical: as compilações número 49 e 50 da série Now That's What I Call Music! e o primeiro volume da banda sonora Guardians of the Galaxy: Awesome Mix também atingiram o topo da lista.

## Histórico

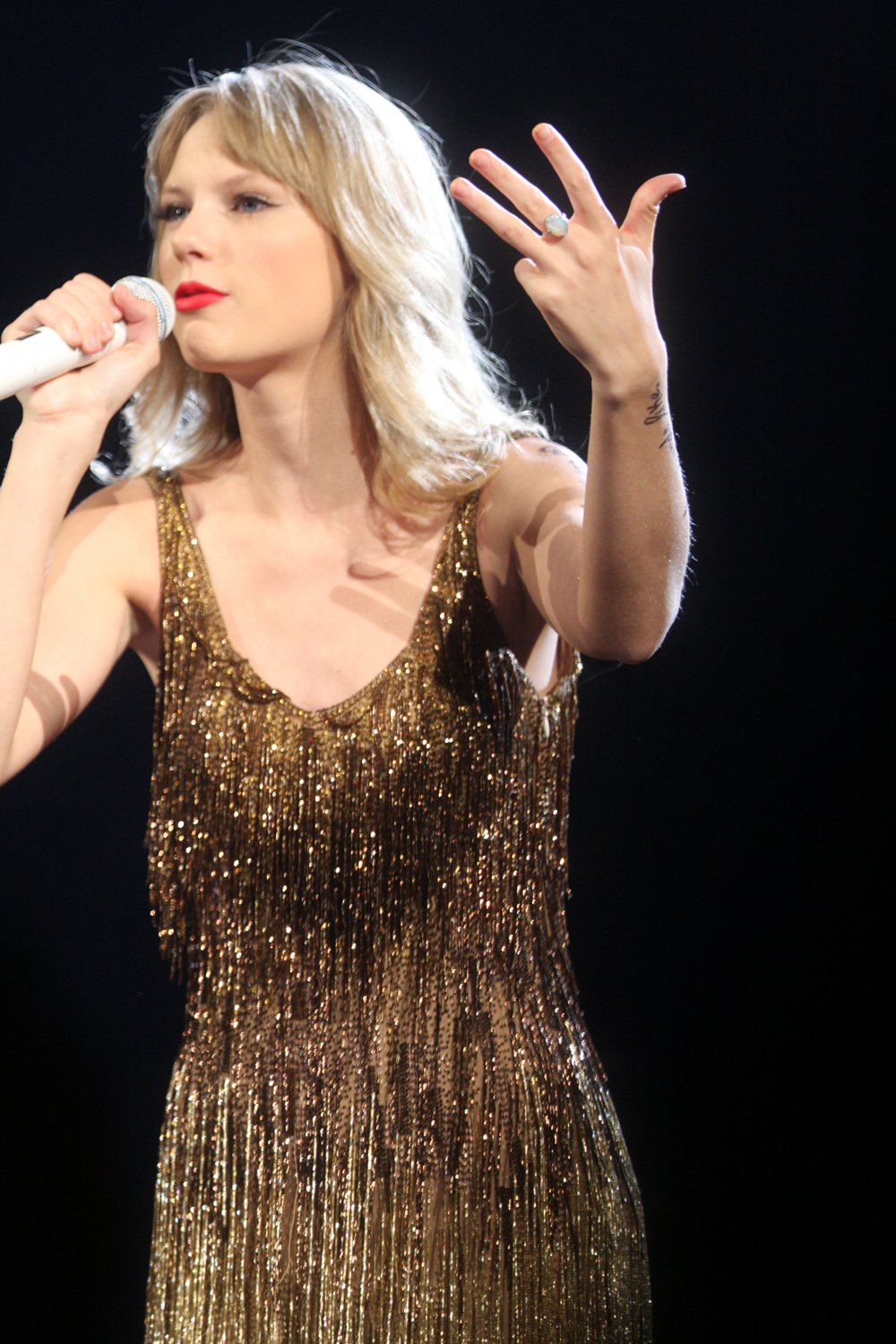
Taylor Swift tornou-se na primeira artista a registar três estreias consecutivas acima de um milhão de unidades vendidas.

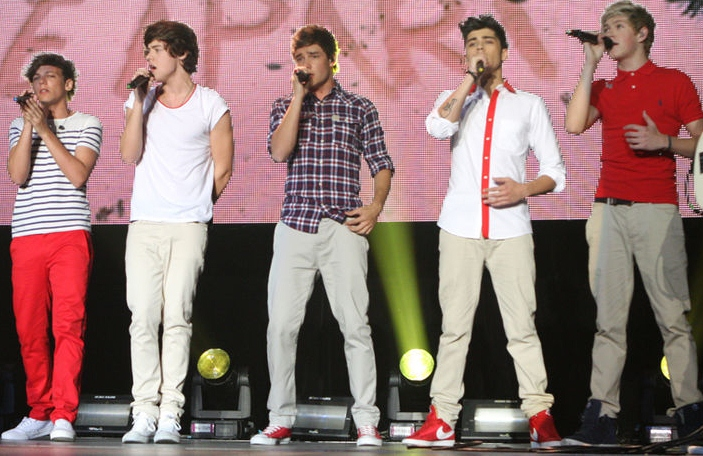
Os britânicos One Direction conseguiram estrear no primeiro lugar com o seu quarto disco de originais, Four, sendo o primeiro grupo a obter tal recorde.

| † | Indica o álbum recordista de vendas em 2014. |

| Data            | Álbum                                       | Artista(s)                      | Vendas aproximadas | Referência(s) |
| --------------- | ------------------------------------------- | ------------------------------- | ------------------ | ------------- |
| 4 de janeiro    | Beyoncé                                     | Beyoncé                         | 374 mil            | [ 6 ]         |
| 11 de janeiro   | Beyoncé                                     | Beyoncé                         | 310 mil            | [ 7 ]         |
| 18 de janeiro   | Frozen †                                    | Vários                          | 165 mil            | [ 8 ]         |
| 25 de janeiro   | Frozen †                                    | Vários                          | 86 mil             | [ 9 ]         |
| 1 de fevereiro  | High Hopes                                  | Bruce Springsteen               | 99 mil             | [ 10 ]        |
| 8 de fevereiro  | Frozen †                                    | Vários                          | 93 mil             | [ 11 ]        |
| 15 de fevereiro | Frozen †                                    | Vários                          | 94 mil             | [ 12 ]        |
| 22 de fevereiro | Now 49                                      | Vários                          | 98 mil             | [ 13 ]        |
| 1 de março      | The Outsiders                               | Eric Church                     | 288 mil            | [ 14 ]        |
| 8 de março      | Frozen †                                    | Vários                          | 89 mil             | [ 15 ]        |
| 15 de março     | Oxymoron                                    | Schoolboy Q                     | 139 mil            | [ 16 ]        |
| 22 de março     | Mastermind                                  | Rick Ross                       | 179 mil            | [ 17 ]        |
| 29 de março     | Frozen †                                    | Vários                          | 99 mil             | [ 18 ]        |
| 5 de abril      | Frozen †                                    | Vários                          | 202 mil            | [ 19 ]        |
| 12 de abril     | Frozen †                                    | Vários                          | 161 mil            | [ 20 ]        |
| 19 de abril     | Frozen †                                    | Vários                          | 149 mil            | [ 21 ]        |
| 26 de abril     | Frozen †                                    | Vários                          | 133 mil            | [ 22 ]        |
| 3 de maio       | Frozen †                                    | Vários                          | 259 mil            | [ 23 ]        |
| 10 de maio      | Frozen †                                    | Vários                          | 115 mil            | [ 24 ]        |
| 17 de maio      | Frozen †                                    | Vários                          | 106 mil            | [ 25 ]        |
| 24 de maio      | Now 50                                      | Vários                          | 153 mil            | [ 26 ]        |
| 31 de maio      | Turn Blue                                   | The Black Keys                  | 164 mil            | [ 27 ]        |
| 7 de junho      | Ghost Stories                               | Coldplay                        | 383 mil            | [ 28 ]        |
| 14 de junho     | Ghost Stories                               | Coldplay                        | 83 mil             | [ 29 ]        |
| 21 de junho     | Platinum                                    | Miranda Lambert                 | 180 mil            | [ 30 ]        |
| 28 de junho     | Lazaretto                                   | Jack White                      | 138 mil            | [ 31 ]        |
| 5 de julho      | Ultraviolence                               | Lana Del Rey                    | 182 mil            | [ 32 ]        |
| 12 de julho     | X                                           | Ed Sheeran                      | 210 mil            | [ 33 ]        |
| 19 de julho     | Trigga                                      | Trey Songz                      | 105 mil            | [ 34 ]        |
| 26 de julho     | 1000 Forms of Fear                          | Sia                             | 52 mil             | [ 35 ]        |
| 2 de agosto     | Mandatory Fun                               | "Weird Al" Yankovic             | 104 mil            | [ 36 ]        |
| 9 de agosto     | 5 Seconds of Summer                         | 5 Seconds of Summer             | 259 mil            | [ 37 ]        |
| 16 de agosto    | Hypnotic Eye                                | Tom Petty and the Heartbreakers | 131 mil            | [ 38 ]        |
| 23 de agosto    | Guardians of the Galaxy: Awesome Mix Vol. 1 | Vários                          | 109 mil            | [ 39 ]        |
| 30 de agosto    | Guardians of the Galaxy: Awesome Mix Vol. 1 | Vários                          | 93 mil             | [ 40 ]        |
| 6 de setembro   | Blacc Hollywood                             | Wiz Khalifa                     | 90 mil             | [ 41 ]        |
| 13 de setembro  | My Everything                               | Ariana Grande                   | 169 mil            | [ 42 ]        |
| 20 de setembro  | V                                           | Maroon 5                        | 164 mil            | [ 43 ]        |
| 27 de setembro  | Anomaly                                     | Lecrae                          | 88 mil             | [ 44 ]        |
| 4 de outubro    | Partners                                    | Barbra Streisand                | 196 mil            | [ 45 ]        |
| 11 de outubro   | Cheek to Cheek                              | Tony Bennett e Lady Gaga        | 131 mil            | [ 46 ]        |
| 18 de outubro   | Bringing Back the Sunshine                  | Blake Shelton                   | 101 mil            | [ 47 ]        |
| 25 de outubro   | Old Boots, New Dirt                         | Jason Aldean                    | 278 mil            | [ 48 ]        |
| 1 de novembro   | Anything Goes                               | Florida Georgia Line            | 197 mil            | [ 49 ]        |
| 8 de novembro   | .5: The Gray Chapter                        | Slipknot                        | 132 mil            | [ 50 ]        |
| 15 de novembro  | 1989                                        | Taylor Swift                    | 1 milhão e 287 mil | [ 4 ]         |
| 22 de novembro  | 1989                                        | Taylor Swift                    | 402 mil            | [ 51 ]        |
| 29 de novembro  | 1989                                        | Taylor Swift                    | 312 mil            | [ 52 ]        |
| 6 de dezembro   | Four                                        | One Direction                   | 387 mil            | [ 5 ]         |
| 13 de dezembro  | 1989                                        | Taylor Swift                    | 339 mil            | [ 53 ]        |
| 20 de dezembro  | 1989                                        | Taylor Swift                    | 274 mil            | [ 54 ]        |
| 27 de dezembro  | 2014 Forest Hills Drive                     | J. Cole                         | 375 mil            | [ 55 ]        |